# Биково (Челябінська область)
Биково (рос. Быково) — присілок у Октябрському районі Челябінської області Російської Федерації.
Входить до складу муніципального утворення Крутоярське сільське поселення. Населення становить 143 особи (2010). Населений пункт розтвашований на землях українського культурного та етнічного краю Сірий Клин.

## Історія
Від 4 листопада 1926 року належить до Октябрського району Челябінської області.
Згідно із законом від 15 вересня 2004 року органом місцевого самоврядування є Крутоярське сільське поселення.

## Населення
| 2002 | 2010 |
| ---- | ---- |
| 277  | ↘143 |